# Alexandr Alexandrovič Bestužev-Marlinskij
Alexandr Alexandrovič Bestužev-Marlinskij (rusky Александр Александрович Бестужев-Марлинский, 23. říjnajul./ 3. listopadu 1797greg., Petrohrad – 6. červnajul./ 18. června 1837greg., Adler, dnes součást Soči) byl ruský romantický prozaik, literární kritik a básník.

## Život

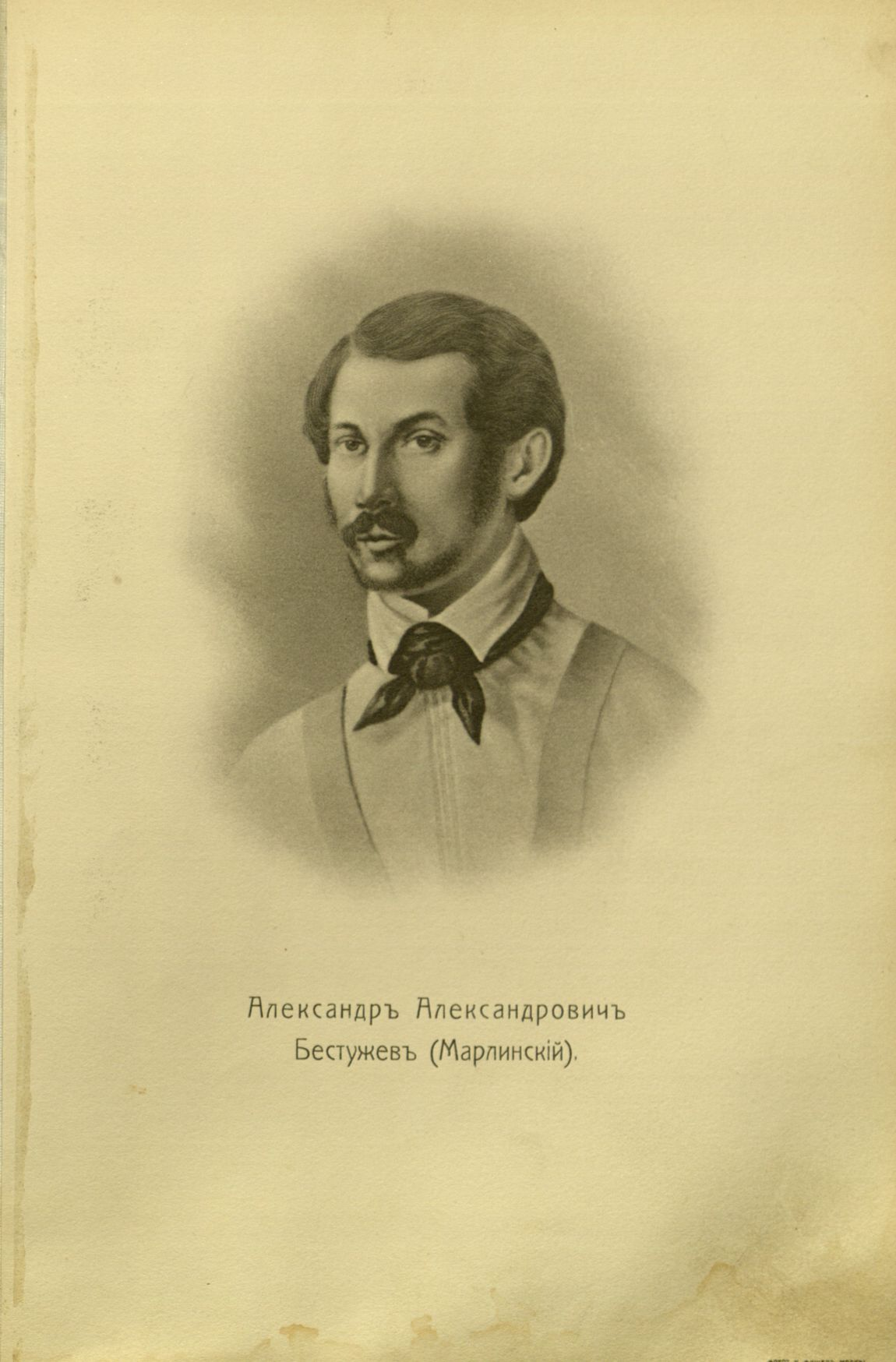
Děkabrista A. A. Bestužev

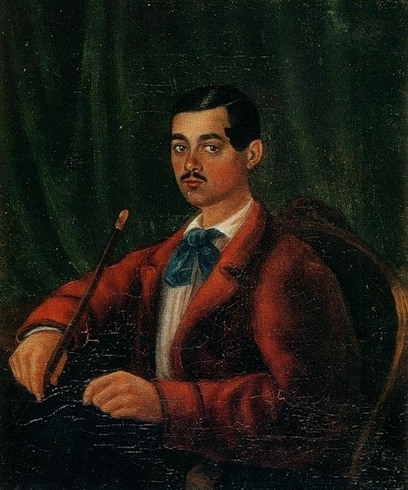
A. A. Betužev-Marlinskij

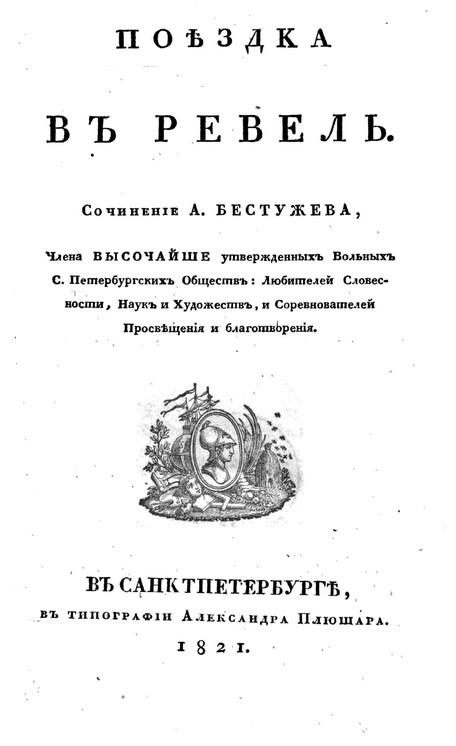
Cesta do Revcelu, první vydání z roku 1821

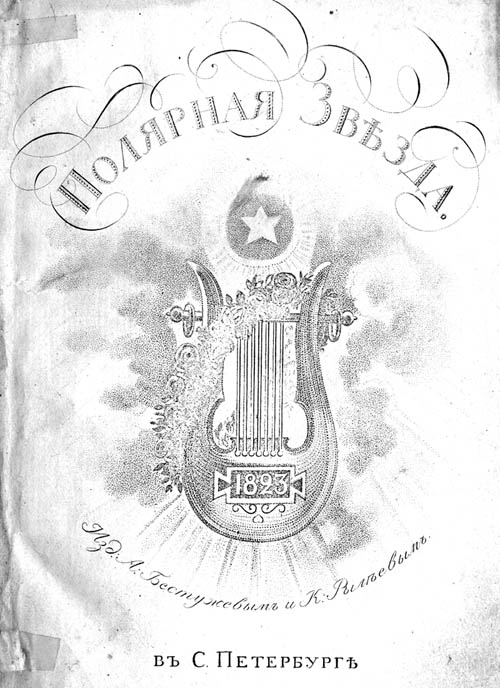
Titulní list literárního almanachu Severní hvězda z roku 1823

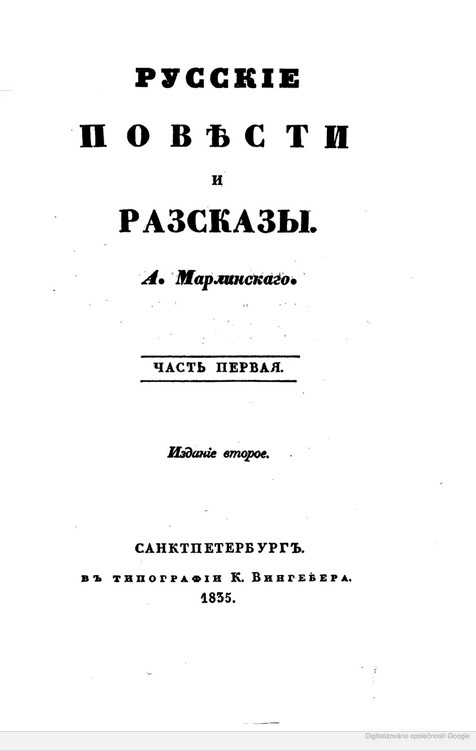
První díl druhého vydání Ruských novel a povídek z roku 1935

Pocházel ze zchudlé šlechtické rodiny. Jeho otec, dělostřelecký důstojník Alexandr Fedosejevič Bestužev (1761–1810), byl rovněž spisovatel. Roku 1806 začal studovat na báňském institutu, ale školu opustil. Začal se připravovat na vojenskou kariéru, kterou zahájil roku 1816 jako kadet, následující rok se stal důstojníkem. Od roku 1818 publikoval v tisku kritické statě, recenze a fejetony. Roku 1820 se stal členem Petrohradské společnosti milovníků ruské slovesnosti. Své první rozsáhlejší dílo, črtu Cesta do Revelu (Поездка в Ревель) z roku 1821, ještě napsal pod vlivem Karamzinova sentimetalismu, později však tvořil výhradně v romantickém duchu.
Jeho radikální názory jej sblížily s básníkem Rylejevem, se kterým v letech 1823–1825 vydával almanach Severní hvězda (Полярная звезда), pro který psal také agitační písně. Roku 1824 byl přijat do Severního spolku, tajné revoluční společnosti, propagující názory pozdějších děkabristů.
Se svými bratry se zúčastnil děkabristického povstání a osobně vedl vojáky Moskevského pluku petrohradské posádky na Senátní náměstí. Byl odsouzen k trestu smrti, který mu byl nejprve změněn na dvacetiletý trest nucených prací a nakonec na vyhnanství v Jakutsku na Sibiři. Roku 1829 se na vlastní žádost stal řadovým vojákem na Kavkaze. Zúčastnil se zde během tzv. kavkazské války mnoha vojenských srážek, získal hodnost poddůstojníka a roku 1836 byl povýšen na poručíka. V tomto pro něj velmi těžkém období napsal pod pseudonymem Marlinskij (podle vsi Marli u Petrodvorce, kde byl roku 1818 ubytován jeho pluk) celou řadu próz, které vycházely nejprve časopisecky a pak i knižně a proslavily ho. Roku 1837 padl v boji s kavkazskými horaly o Adler, jeho tělo se však nikdy nenašlo. Pravděpodobně bylo uloupeno horaly pro výzbroj, objevily se však také spekulace, že zběhl.

## Dílo
V prvním období své tvorby psal především historické povídky a novely inspirované gotickým románem. Tyto novely, plné tajemné atmosféry a motivů přátelství, cti a zrady, se odehrávají v Livonsku a zobrazují zločinný svět příslušníků pobaltské větve Řádu německých rytířů.
Vyhnanství jeho literární činnost přerušilo, publikovat znovu začal až od roku 1830. Psal vojenské povídky, příběhy ovlivněné divokým prostředím Kavkazu a také povídky ze života, ve kterých srovnával bohatý vnitřní život svých hrdinů s přízemností okolní společnosti. Jeho styl se vyznačuje ornamentálností, efektními metaforami a jazykovými zvláštnostmi. Často také používá fantastické motivy. Jeho hrdinové jsou výjimeční lidé, nadaní silnou povahou, a jejich duševní vlastnosti, dobro i zlo, se vyznačují extrémními polohami. Kromě prózy psal také lyrickou poezii, vyjadřující pocity osamocení, rozčarování a stesku po vlasti.

## Výběrová bibliografie
- Cesta do Revelu (1821, Поездка в Ревель), cestopisná črta v dopisech, napsaná pod vlivem Karamzinova sentimentalismu, s rozvolněnou kompozicí po vzoru Laurence Sterneho.[7]
- Hrad Wenden (1821, Замок Венден), gotická novela, odehrávající se v Livonsku a vyjadřující protest proti zvěrstvům a násilí feudálních rytířů.
- Roman a Olga (1823, Роман и Ольга), historická povídka s milostným příběhem, odehrávající se koncem 14. století v Novgorodu.
- Hrad Neuhasen (1824, Замок Нейгаузен), gotická novela odehrávající se v Livonsku, ve které autor vykresluje nelidskost, krutost a chamtivost německých rytířů.
- Román v sedmi dopisech (1824, Роман в семи письмах), příběh ze společnosti.
- Hrad Eisen (1825, Замок Эйзен), gotická novela s motivy ruských pohádek, odehrávající se v Livonsku a odhalující tyranii a zvěrstva feudálních pánů.
- Revelský turnaj (1825, Ревельский турнир), gotická novela odehrávající se v Livonsku jejímž hrdinou je kupec, který vyhraje turnaj rytířů, kteří nezdědili odvahu svých předků, ale chtějí si pouze zachovat své feudální výhody.
- Námořník Nikitin (1825, Мореход Никитин), historická povídka, založená na skutečné události z roku 1811, a zobrazující hrdinství prostých lídi.
- Noc na lodi (1825, Ночь на корабле), námořní povídka z období napoleonských válek.
- Zrádce (1825, Изменник), historická povídka.
- Pohled na ruskou literaturu v roce 1824 a na počátku roku 1825 (1825, Взгляд на русскую словесность в течение 1824 и начале 1825 года), kritická stať.
- Andrej, kníže perejaslavský (1828, Андрей, князь Переяславский), nedokončená historická poema, na které autor pracoval ve vyhnanství a jejímž hrdinou je nejmladší syn kyjevského knížete Vladimíra Monomacha.
- Zkouška (1830, Испытание), jedna z nejlepších autorových novel, příběh ze společnosti, obsahující motivy černého románu, lásku, žárlivost, pronásledování, tajemství a souboje a ukazující, jak marnivost, touha po majetku, závist a falešné představy o cti mrzačí rozvoj lidských vztahů a tužeb.[8]
- Večer v Kavkazských vodách roku 1824 (1830, Вечер на Кавказских водах в 1824 году).
- Strašné zaklínání (1831, Страшное гаданье), příběh, ve kterém se reálné události mísí s fantastickými motivy vlkodlaků a duchů.
- Červený závoj (1831, Красное покрывало), scéna z kavkazského táborového života.
- Poručík Bělozor (1831, Лейтенант Белозор), vojenská povídka z období napoleonských válek o odvážném a vynalézavém chování ruského důstojníka.
- Fregata «Naděje» (1831, Фрегат «Надежда»), milostný příběh námořního kapitána a vdané vznešené dámy, negativně zobrazující privilegovanou lepší společnost.
- Nájezdy (1831, Наезды), historická povídka odehrávající se roku 1613.
- Kyrysník (1831, Латник), vojenská povídka z období napoleonských válek, jejíž hrdina se nechce přizpůsobit okolnímu pokrytectví a falší.
- Hodiny a zrcadlo (1831, Часы и зеркало), v příběhu autor popisuje dvě setkání se stejnou dívkou, ale v různých časových období (hodiny jsou život člověka a zrcadlo je skutečným odrazem toho, co se stalo v jeho osudu).
- Kavkazská zeď (1832, Кавказская стена), esej.
- Ammalat-beg (1832, Аммалат-бек), vojenská povídka z Kavkazu, založená na tragickém vztahu ruského důstojníka a mladého vůdce kumyckých povstalců, dle skutečné události.
- Dopisy z Dagestánu (1832, Письма из Дагестана), esej.
- Ruské novely a povídky (1832–1839, Русские повести и рассказы), souborné vydání autorových prací, nejprve pět svazků anonymně, roku 1835 osm svazků pod jménem Marlinskij, po smrti autora roku 1839 dosáhl soubor dvanácti svazků.
- Vadimov (1834–1837, Вадимов), nedokončený román.
- Byl zabit (1835, Он был убит), vojenská povídka z Kavkazu.
- Mula Nur (1836, Мулла Нур), vojenská povídka z Kavkazu, zobrazující člověka z lidu, který bojuje proti nespravedlnosti a krutosti bohatých feudálních pánů a mulláhů.
- Básně a polemické stati (1840, Стихотворения и полемические статьи), vydáno posmrtně.

## Filmové adaptace
- Kníže Stříbrný a zajatkyně Varvara (1911, Князь Серебряный и пленница Варвара), ruský němý film podle povídky Nájezdy, režie A. Alexejev,
- Rytiřský hrad (1990, Рыцарский замок), ruský sovětský film podle novely Hrad Neuhasen, režie Sergej Tarasov.

## Česká vydání
- Obrazy Kawkazské, čili, Popsánj mrawů a obyčegů w horách Kawkazských w přjběhu Mulla Nur, František Jan Kastránek, Jičín 1841, přeložil František Šír.
- Nájezdy, Josef Barvič, Brno 1892, přeložil Jozef Koněrza.
- Námořník Nikitin, Josef Barvič, Brno 1892, přeložil Jozef Koněrza.
- Poručík Bělozor, Josef Barvič, Brno 1893, přeložil Jozef Koněrza.
- Zrádce, Josef R. Vilímek, Praha 1915.
- Zkouška, Odeon, Praha 1980, vybral a přeložil Jiří Honzík, výbor obsahuje novely a povídky Hrad Neuahusem, Revelský turnaj, Červený závoj, Kyrysník, Strašné zaklínání a Zkouška.